# وزارة الأوقاف (سوريا)
وزارة الأوقاف هي الوزارة المسؤولة عن الشؤون الدينية الإسلامية وإدارة الأوقاف في الجمهورية العربية السورية.

## قانون تنظيم الوزارة
قانون تنظيم وزارة الأوقاف في الجمهورية العربية السورية الصادر بناء على المرسوم التشريعي رقم 1 بتاريخ 3 ايلول 1971.
المادة 1 أ= الأوقاف الإسلامية في الجمهورية العربية السورية هي ملك المسلمين وتتولى إدارة شؤونها والإشراف عليها (وزارة الأوقاف).
ب = تشمل الأوقاف الإسلامية وأموالها ما يلي:
1. الأوقاف الخيرية وعلى الأخص الأوقاف المنشأة لجهة من جهات الخير المحضة كالجوامع والمساجد والتكايا والزوايا ودور التوحيد والمدارس والكتاتيب والرباطات (دور الضيافة) والبيمارستانات (دور الشفاء) والحياض والسبلان والمقابر والمقامات والمزارات وما شابهها ويحلق بها جميع العقاؤات والأموال المنقولة وغير المنقولة الموقوفة على الجهات المذكورة في حالتها الحاضرة وبدلاتها في حالة اندراسها أو هدمها.
2. الأوقاف المضبوطة أو المعتبرة منها وقت صدور هذا المرسوم التشريعيز
3. الأوقاف غير الصحيحة وغير المشروطة.
4. التخصيصات والإعانات المتعلقة بالأوقاف المدورة والخيرية.
5. الموائد الثابتة المحولة أو التي ستحول وتحدد عن حاصل الأعشار أو غيرها من المداخيل العمومية المخصصة للأوقاف الخيرية.
6. الأوقاف الخيرية التي يكون نصب المتولي عليها مفوضاً إلى القاضي الشرعي أو المدني أو الحاكم الإداري أو غيرهم ممن لا علاقة شخصية بهم بالوقف.
7. أوقاف الحرمين الشريفين.
8. أملاك واوقاف واموال الجمعيات الإسلامية المنحلة.
9. الأوقاف الإسلامية التي آلت إلى الخير والأوقاف والجوامع والمساجد والمؤسسات الخيرية المسجلة باسم خزينة الدولة وأملاك الدولة اوالبلديات وغيرها من الإدارات العامة.
10. الأوقاف الذرية التي قامت أو تقوم الدوائر الوقفية بإدارتها مدة خمس عشرة سنة ولم يطالب بها تولة أو استحقاق.
11. أموال المستحقين من الأوقاف الذرية المصفاة التي يمضي خمس عشرة سنة على استلامها دون أن يطالب بها مستحقوها.

## وزراء الأوقاف
توالى على إدارة وزارة الأوقاف في سورية الوزراء التاليين:
| الاسم                                | مدة تولي المنصب | مدة تولي المنصب |
| ------------------------------------ | --------------- | --------------- |
| عبد الرحمن الكيالي                   | 14-10-1944      | 01-04-1945      |
| سعيد الغزي                           | 07-04-1945      | 16-08-1945      |
| الأستاذ يوسف مزاحم                   | 17-03-1960      | 28-09-1961      |
| الأستاذ أحمد سلطان                   | 29-09-1961      | 21-11-1961      |
| مصطفى الزرقا                         | 22-11-1961      | 15-04-1962      |
| الأستاذ رشيد حميدان                  | 16-04-1962      | 16-09-1962      |
| الأستاذ أسعد الكوراني                | 17-09-1962      | 08-03-1963      |
| الأستاذ درويش العلواني               | 09-03-1963      | 31-03-1963      |
| الأستاذ مظهر العنبري                 | 01-04-1963      | 30-04-1963      |
| الأستاذ أحمد مهدي الخضر              | 01-05-1963      | 12-05-1963      |
| عبد الرحمن الطباع                    | 13-05-1963      | 02-10-1964      |
| الدكتور عبد الرحمن الكواكبي          | 13-05-1964      | 31-12-1965      |
| الأستاذ محمود عرب سعيد               | 01-01-1966      | 15-01-1966      |
| الأستاذ محمد غالب عابدون             | 16-01-1966      | 02-04-1971      |
| الشيخ عبد الستار بن خير الدين الأسدي | 03-04-1971      | 13-01-1980      |
| الدكتور محمد محمد الخطيب             | 14-01-1980      | 30-10-1987      |
| الدكتور عبد المجيد الطرابلسي         | 01-11-1987      | 02-07-1996      |
| الأستاذ محمد بن عبد الرؤوف زيادة     | 03-07-1996      | 03-10-2004      |
| الدكتور زياد الدين الأيوبي           | 04-10-2004      | 07-12-2007      |
| الدكتور محمد بن عبد الستار السيد     | 08-12-2007      | 08-12-2024      |

## وصلات خارجية
- موقع وزارة الاوقاف السورية
- الموقع الرسمي لرئاسة مجلس الوزارء.